# Мухамед Абделазиз
Мухамед Абделазиз (арап. محمد عبد العزيز; Маракеш, 17. август 1947 — Тиндуф, 31. мај 2016) био је генерални секретар Полисарија и председник међународно непризнате Арапске Демократске Републике Сахаре од 1976. године до своје смрти 2016.

## Биографија
Рођен је 1947. године у Маракешу у породици војника Мароканске војске. Као студент Универзитета Мухамед V у Рабату, постао је симпатизер сахарског националистичког покрета за независност Западне Сахаре и био један од оснивача Полисарија. Овај покрет се од 1975. бори за независност, међународно признање САДР и самоопредељење њеног народа. За разлику од њега, његов отац подржава интеграцију Западне Сахаре у Мароко и члан је неколико мароканских институција.
1976. године је преузео функцију генералног секретара Полисарија и председника САДР, заменивши на тим функцијама Мафуда Али Бејбу, вршиоца дужности након погибије Ел-Уали Мустафе Саједа у Мауританији.
Живио је у егзилу у сахарским избегличким камповима у Алжиру и одатле водио политичку борбу за независност и признање САДР-а.
Умро је 31. маја 2016. године од рака плућа.